# 엘 차보 델 오초

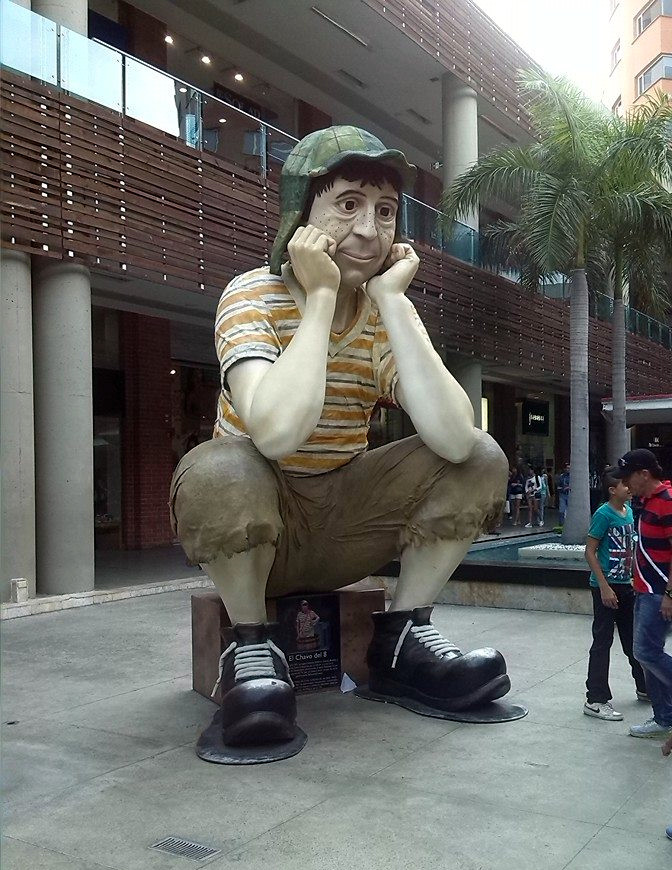

《엘 차보 델 오초》(스페인어: El Chavo del Ocho)는 1973년부터 1980년까지 멕시코 독립 방송국과 체스피리토에 의해 제작된 텔레비전 코미디 시리즈이다.